# Myospila cincta
Myospila cincta är en tvåvingeart som först beskrevs av Jacques-Marie-Frangile Bigot 1885.  Myospila cincta ingår i släktet Myospila och familjen husflugor. Inga underarter finns listade i Catalogue of Life.